# Ronald Knox
Ronald Arbuthnott Knox (17. února 1888 – 24. srpna 1957) byl anglický katolický kněz a spisovatel detektivních příběhů.
Narodil se v anglikánské rodině (jeho otec byl biskupem z Manchesteru), absolvoval Eton a Oxford, kde studoval klasickou filologii. V roce 1912 byl vysvěcen na anglikánského kněze a stal se kaplanem oxfordské Trinity College, v roce 1917 přešel k římskokatolické církvi (o své konverzi napsal dvě knihy, Apologia, 1917 a Spiritual Aeneid, 1918). V roce 1918 byl vysvěcen na římskokatolického kněze. V letech 1919–1926 byl školním kaplanem St. Edmund’s College, nejstarší anglické katolické školy, v letech 1926–1939 byl římskokatolickým kaplanem University of Oxford, v roce 1936 byl jmenován prelátem Jeho Svatosti s oprávněním používat titul Monsignore. Byl spoluzakladatelem Detection Clubu, který založil Gilbert Keith Chesterton v roce 1930 a do něhož patřili všichni přední britští autoři detektivek včetně Agathy Christie a Dorothy L. Sayersové. Byl Chestertonovým blízkým přítelem, sloužil také jeho zádušní mši. K jeho dalším blízkým přátelům patřil Evelyn Waugh, který vydal Knoxovu literární pozůstalost a napsal jeho životopis.
Stal se poměrně uznávaným spisovatelem, jednak katolické literatury a jednak detektivek. K jeho hlavním teologickým dílům patří Apologia (1917) a Duchovní Aeneis (A spiritual Aeneid, 1918), které objasňují jeho pohnutky k přestupu do katolické církve, Víra katolíků (The Belief of Catholics, 1927), výklad nejzákladnějších otázek katolického náboženství, Bůh a atom (God and the Atom, 1945), v níž se zabývá etickými problémy plynoucími ze vzniku atomové bomby, Skrytý proud (Hidden Stream, 1953), v němž objasňuje základní dogmata katolické církve. Za svou nejlepší knihu pokládal Knox Nadšení (Enthusiasm, 1950), jakousi historii náboženských hnutí, která měla za cíl větší duchovní dokonalost křesťanů. Přeložil do angličtiny bibli podle Vulgáty sv. Jeronýma (Knoxův překlad), Kempenského Následování Krista a Dějiny duše Terezie z Lisieux, knižně také vydal řadu svých kázání, katechezí a článků.
Významným dílem jsou také jeho Satirické eseje (Essays of Satire, 1928), které obsahují mj. první holmesologickou studii, v níž je Sherlock Holmes líčen jako skutečná, existující osoba, či jeho fiktivní rozhlasová reportáž z Londýna uprostřed revoluce, a jeho kniha Let Dons Delight (1939), v níž formou fiktivních dialogů mezi historickými osobami líčí dějiny Oxfordu. Napsal také několik satirických knih o náboženském prostředí své doby (Sanctions, 1924, Caliban in Grub Street, 1930, Broadcast Minds, 1932).
Napsal šest detektivních románů a celou řadu povídek, hlavní postavou většiny z nich je Miles Bredon, detektiv ve službách Nepopsatelné pojišťovny, a spolupracoval také na mnoha společných dílech Detection Clubu. Známé se stalo jeho desatero doporučení (publikované roku 1929), kterých by se měli autoři detektivek držet, aby hráli poctivou hru se čtenářem a ten měl možnost zápletku rozřešit. Toto desatero inspirovalo Josefa Škvoreckého k sepsání souboru povídek Hříchy pro pátera Knoxe, v nichž je vždy jedno pravidlo záměrně porušeno (podle povídek byl natočen stejnojmenný televizní seriál).